# クレサ・トゥプア
クレサ・トゥプア（Kuresa Tupua、1984年6月11日 -）は、アメリカ領サモア出身のアーチェリーの選手である。
Faga'alu村の出身である。

## 2000年夏季オリンピック
2000年夏季オリンピックで、トゥプアは合計419ポイントでランキングラウンドを終え、第1ラウンドで最初のシード張龍浩に直面した最後の競技ブラケットの64番目のシードとなった。張龍浩は、172-98でに試合に勝利し、トゥプアは敗退した。